# Isoperla neimongolica
Isoperla neimongolica is een steenvlieg uit de familie Perlodidae. De wetenschappelijke naam van de soort is voor het eerst geldig gepubliceerd in 1996 door Yang & Yang.